# Leptobasis melinogaster
Leptobasis melinogaster – gatunek ważki z rodziny łątkowatych (Coenagrionidae). Występuje na terenie Ameryki Środkowej.